# セザル・フェルナンド・シルバ・メロ
セシーニャ（CESINHA）ことセザル・フェルナンド・シルバ・メロ（César Fernando Silva Melo，1989年11月29日 - ）は、ブラジル・サンタ・アルベルティナ出身のサッカー選手。ポジションはフォワード。大邱FC所属。
Kリーグ時代の登録名はセジーニャ（ハングル: 세징야）。

## 経歴

### ブラジル
2012年5月16日、CAブラガンチーノと契約した。2013年10月9日のフルミネンセFC戦でセリエAデビュー。

### 韓国
2016年、Kリーグチャレンジの大邱FCに期限付き移籍をする。リーグ戦で11ゴールを挙げ、チームのKリーグクラシック昇格に貢献し、Kリーグ2ベストイレブンに選ばれた。2017年に大邱FCに完全移籍。2018年の韓国FAカップでは、5ゴールを挙げて得点王に輝き、チームの初タイトルに貢献。大会MVPも受賞した。2019年、2020年では2年連続のKリーグ1ベストイレブンに選ばれた。

## タイトル

### クラブ
アトレチコ・ミネイロ
- カンピオナート・ミネイロ：(2015)
- コパ・ド・ブラジル：(2014)

大邱FC
- 韓国FAカップ：(2018)

### 個人
- Kリーグ1ベストイレブン：(2019, 2020)
- Kリーグ2ベストイレブン：(2016)
- Kリーグ1アシスト王：(2018)
- 韓国FAカップMVP：(2018)
- 韓国FAカップ得点王：(2018)